# CR 플라멩구
클루비 지 헤가타스 두 플라멩구(포르투갈어: Clube de Regatas do Flamengo)는 리우데자네이루를 연고로 하는 브라질의 축구단이다. 산투스 FC, 상파울루 FC와 더불어 현재까지 브라질 전국 리그에서 단 한 번도 강등된 적이 없는 세 팀 중 하나이다. 이 클럽은 1895년에 창단하였으나, 초기에는 축구가 아닌 조정(포르투갈어: regata) 클럽으로 태어났다. 플라멩구는 1912년이 되어서야 축구팀이 생겼으며, 이후 브라질에서 가장 성공적인 축구단으로 성장하였다. 플라멩구는 캄페오나투 브라질레이루 세리이 A에서 일곱 차례 우승했으며, 리오데자네이루의 주리그인 캄페오나투 카리오카에서 37회 우승, 코파 두 브라질 4회, 코파 리베르타도레스 3회, 인터콘티넨털컵 1회 우승을 기록하고 있다.
홈 경기장은 리우데자네이루의 마라카낭 경기장으로 78,838명이 수용 가능하다. 2016년에는 임시적으로 일랴 두 우루부를 홈 경기장으로 사용했었다. 리우데자네이루를 연고로 하는 다른 구단인 플루미넨시, 바스쿠 다 가마, 보타포구와는 라이벌 관계에 있으며, 아틀레치쿠 미네이루와 주간(州間) 라이벌을 형성하고 있다. 또 이 구단은 과거 브라질을 대표하는 스타들이었던 자갈루, 지지뉴, 가린샤, 지쿠, 소크라치스, 호마리우 등이 거쳐간 구단으로 유명하며, 리우데자네이루뿐만 아니라, 브라질에서도 가장 인기있는 구단으로 알려져 있다.
붉은색 유니폼에 검정 줄무늬는 구단의 상징이며, 전통적으로 홈 유니폼의 바지는 흰색, 양말은 검은색에 붉은 줄무늬가 들어간 형태를 띈다.
CR 플라멩구는 4,200 만명이 넘는 서포터를 소유한 브라질에서
가장 인기 있는 구단으로, FIFA가 21세기를 맞이해 팬투표로 선정한 20세기 클럽에서 9위에 오른 바 있다. 또한 브라질에서 가장 부유한 구단으로, 2021년에 R$10.82억 (한화 약 2,974억 원)의 연간 수익을 올렸다. 또한 플라멩구는 브라질에서 가장 높은 R$27억 (한화 약 7,427억 원)정도의 총 자산 가치를 측정받기도 하였다.

## 역사

### 클럽의 탄생: 1895~1912
여섯 명의 창립자 조제 아고스치뉴 페헤이라 다 쿠냐와 마히우 스핀돌라, 네스토르 지 바후스, 아구스투 로페스, 조제 펠리스 다 쿠냐 메네시스, 펠리스베르투 라포르트는 리우데자네이루 근방 플라멩구의 카페 라마스에 모여 19세기 리우데자네이루의 엘리트 스포츠 클럽의 창단에 대한 논의를 지속했다. 그들은 지역 사회의 젊은 여성들과 상위 계층에게 인기가 있던 조정 클럽을 창단하기로 결정했고, 1895년 11월 17일 밤 플라멩구 해변에 있는 네스토르 지 바후스의 저택에서 모여 플라멩구 조정 그룹(포르투갈어: Grupo de Regatas do Flamengo)을 창단하였다. 도밍구스 마르키스 지 아제베두가 초대 회장으로 선출되었으며, 몇 주 뒤 클럽의 명칭이 플라멩구 조정 클럽(포르투갈어: Clube de Regatas do Flamengo)으로 변경되었다. 플라멩구는 창단일이 11월 17일임에도 불구하고, 오늘날까지 11월 15일에 창단기념일을 연례행사로 가지는데, 이는 창립자들이 구단의 창단기념행사를 브라질의 기념일과 함께하기 위해 행사일자를 일부러 변경했기 때문이다.

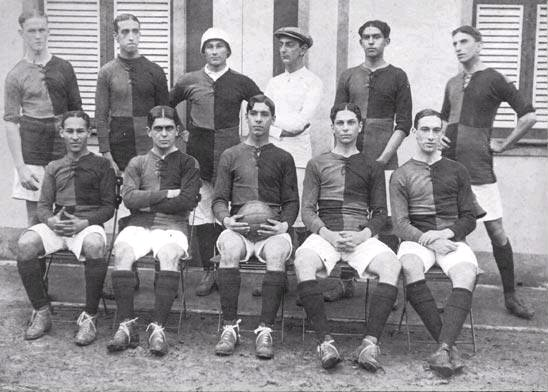
1912년 CR 플라멩구의 축구팀

조정 클럽으로 시작했으나, 축구단으로 성공한 CR 플라멩구의 시작은 이러하다. 당시 플루미넨시 FC의 축구 선수들이 구단의 이사회와 마찰을 빚었고, 이 선수들이 구단을 탈퇴한 일이 있었다. 주장 아우베르투 보르게르트를 필두로, 오통 지 피게이레두 바에나, 핀다루 지 카르발류 호드리게스, 이마누에우 아우구스투 네리, 이르네스투 아마란치, 아르만두 지 아우메이다, 오를란두 삼파이우 마투스, 구스타부 아돌푸 지 카르발류, 로런스 앤드류스, 아르나우두 마샤두 기마랑이스 10명의 선수들은 플라멩구 조정 클럽에 가입하기로 결정하였으며, 이는 주장 아우베르트 보르게르트가 CR 플라멩구 소속 조정 선수이기도 했기 때문이었다. 1911년 11월 8일 CR 플라멩구는 이 선수들에 대한 영입을 허가하였으며, 12월 24일 플라멩구 클럽은 축구단을 창설하기까지에 이르렀다.
새로운 축구단은 후세우 해변에서 훈련을 가졌으며, 점진적으로 지역 내 축구단들과 연락하여 경기를 주선하기 시작하였다. 1912년 5월 3일 구단의 역사적인 첫 경기가 열렸으며, SC 망게이라를 상대로 16-2 대승을 거두었다. 이 기록은 지금까지도 이어지는 최다 득점차 승리이다. 1912년 7월 7일에는 리우데자네이루의 최대 더비전으로 성장하게 될 플루미넨시 FC와의 첫번째 플라플루 대전이 펼쳐지기도 했으며, 첫 더비전은 플루미넨시의 3-2 승리로 끝이 났다.

### 아마추어 축구단 시절: 1912~1933

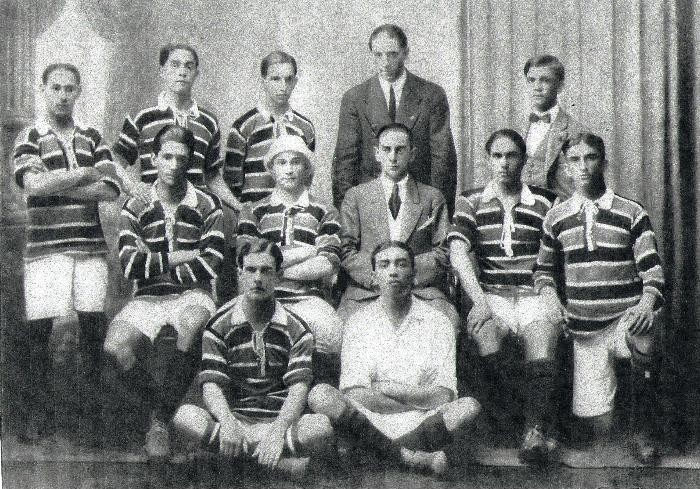
1914년 캄페오나투 카리오카에서 우승을 차지한 플라멩구.

창단 이후 얼마 지나지않아 CR 플라멩구는 리가 메트로폴리타나 지 데스포르토스 테레스트레스(포르투갈어: Liga Metropolitana de Desportos Terrestres, 육상 스포츠 광역권 리그)에 가입하였다. 창단 이후 첫 시즌인 1912년에 플라멩구는 리우데자네이루의 주 리그 캄페오나투 카리오카에서 준우승을 차지하는 위업을 달성했다. 이후 1915년과 1920년 그리고 1921년의 캄페오나투 카리오카의 트로피를 들어올리며 빠르게 성장해 나갔다. 1925년에는 축구팀이 캄페오나투 카리오카에서 우승을 거둔 동시에, 다섯 개의 다른 스포츠 토너먼트에서 우승을 차지하는 진기록을 세웠다. 1927년 조르나우 두 브라질의 주최 하에 펼쳐진 설문조사에서, CR 플라멩구는 "브라질에서 가장 사랑받는 클럽"으로 뽑혔다.

### 프로화 이후: 1934~1955
1934년 조제 바스투스 파딜랴가 새로운 회장으로 선출되었으며, 이 무렵 구단은 대외적 홍보를 강화할 여력이 되기 시작했다. 1936년 브라질의 스타 선수 도밍구스 다 기아와 레오니다스 다 시우바를 영입했다. 1937년 헝가리의 감독 퀴르슈너 이지도르와 계약을 맺었고, 공 없이 훈련하는 법과 WM 포메이션 등 당대 축구의 흐름을 구단에 이식하였다. 그럼에도 불구하고 CR 플라멩구의 무관은 12년간 지속되었는데, 1939년 캄페오나투 카리오카에서 우승을 차지하며, 무관 기록을 종식시켰다.
1942년 CR 플라멩구는 세계 최초로 조직화된 서포터 그룹을 가지게 되었으며, 그들의 이름은 차랑가 루브로네그라(Charanga Rubro-Negra)로 결정되었다. 그 해부터 1944년까지 플라멩구는 리우데자네이루의 주 리그에서 3년 연속 우승을 달성하였다. 이후 1953년부터 1955년까지 3년 연속 우승을 또 한번 기록하기도 하였다.

### 황금기의 시작: 1956~1973
1961년 구단은 토르네이우 리우-상파울루에서 우승을 차지했으며, 1963년과 1965년 그리고 1968년 캄페오나투 카리오카에서 우승을 차지하였다. 이후 브라질의 영웅 가힌샤를 영입하였으나, 20경기 출전 4골에 그치며 1969년 4월 12일 팀을 떠났다.
CR 플라멩구는 1970년대에 세계에서 가장 성공한 클럽으로 우뚝 서고 있었다. 지쿠, 주니오르, 레안드루와 같은 유명 선수들과 함께 거대한 업적을 쌓아 나갔다. 1970년 과나바라컵에서 우승을 차지하였으며, 1972년 과나바라컵과 캄페오나투 카리오카에서 우승, 1973년 다시 과나바라컵에서 우승을 차지하였다.

### 지쿠와 황금기: 1974~1983

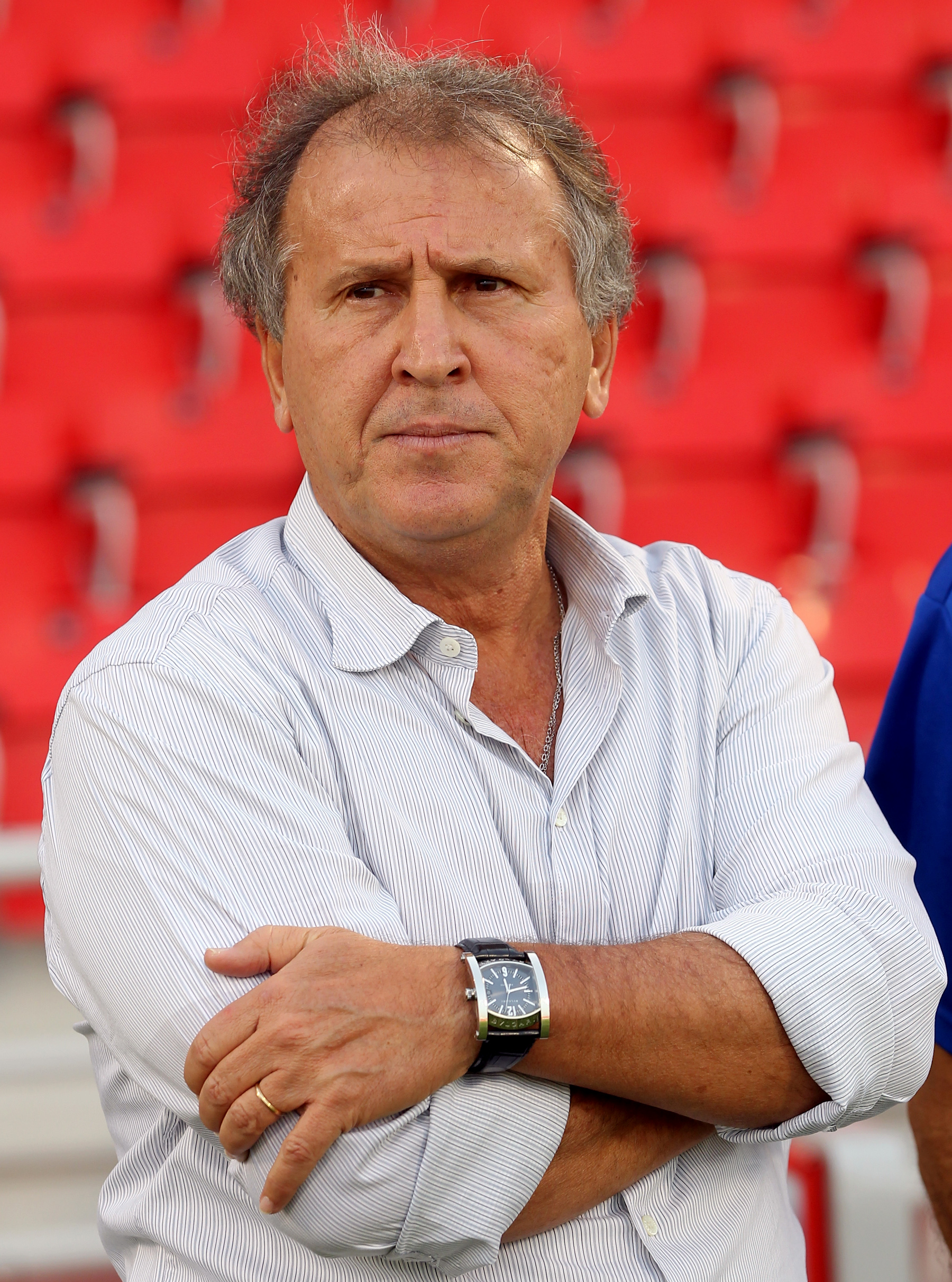
지쿠는 1971–83 그리고 1985–89 동안 플라멩구에서 활약했다.

빛을 발하기 시작하던 플라멩구의 전성기는 1978년 캄페오나투 카리오카에서의 우승을 기점으로 터지기 시작하였다. 주니오르, 카르페지아니, 아질리우, 클라우지우 아당, 치타 등 수 많은 스타 선수도 있었으나, 그 중 단연 최고는 지코였다. CR 플라멩구는 이 황금세대들과 함께 3년 연속 주 대회 우승을 차지하였고, 1980년 구단 역사상 첫번째 캄페오나투 브라질레이루 세리이 A우승을 차지하였다.
이듬해 코파 리베르타도레스에 출격하여, 칠레의 코브렐로아를 꺾고 남미 챔피언으로 등극하였다. 이 후 도쿄로 날아가 잉글랜드의 리버풀 FC와의 인터콘티넨털컵 경기를 치렀다. 경기는 1981년 12월 13일에 치러졌으며, 하우, 레안드루, 마리뉴, 모제르, 주니오르, 안드라지, 아질리우, 누니스, 치타 그리고 지코가 구단 역사상 가장 중요한 대회에 출격하였고, 리버풀을 상대로 3-0 승리를 따내며 영광의 순간을 누리게 되었다. 이후 1981년 리우의 주리그와 1982년과 1983년 브라질 전국 대회에서도 우승을 차지하였다.

### 지쿠 시대의 종식: 1984~1994
1984년 지쿠는 팀을 잠시 떠났으나, 1986년 다시 플라멩구로 돌아왔으며, 당해의 캄페오나투 카리오카에서 우승을 차지하였다. 지쿠는 플라멩구에서 통산 508골을 기록하며, 구단 역사상 최다득점자로 올라섰다. 1990년 지쿠는 플라멩구에서 선수 생활 은퇴를 선언하였다.
커다란 별을 잃었음에도 불구하고, CR 플라멩구는 성공의 역사를 지속해서 써내려갔다. 1990년 고이아스 EC와의 코파 두 브라질 결승전에서 승리를 따내며 우승컵을 들어올렸고, 캄페오나투 카리오카 1991 시즌에는 5연승을 질주하기도 하면서 우승을 차지하였다. 캄페오나투 브라질레이루 세리이 A 1992 시즌에는 보타포구 FR을 꺾고 우승을 차지하기도 하였다.

### 100주년과 위기: 1995~2005
그러나 그 이후 CR 플라멩구는 재정적 위기에 봉착하게 되었고, 주리그와 전국리그에서 불만족스러운 성적표를 들게 되었다. 그럼에도 불구하고 근근히 주리그 타이틀을 거머쥐며, 브라질 구단 중 유일하게 꾸준한 성적을 기록한 구단이 되기도 하였다. 1995년 CR 플라멩구는 창단 100주년을 맞이하였고, 라디오 스포츠 해설자였던 클레베르 레이치가 회장으로 추대되었다. 이후 FC 바르셀로나로부터 세계적인 스트라이커 호마리우를 영입하였고, 사비우와 이드문두를 영입하며 "꿈의 공격진"을 구성하였다. 그러나 이러한 꿈의 공격진과 함께 했음에도 불구하고, 구단의 100주년은 영광스러운 나날과는 거리가 있었다. 이들 공격진으로 타사 과나바라 1회 우승을 하는 데에 그쳤으며, 라이벌 구단의 팬들은 이들을 두고 "악몽의 공격진"이라며 비아냥거리기도 하였다.
그러나 1996년 CR 플라멩구는 캄페오나투 카리오카에서 무패우승을 달성하고, 타사 과나바라와 타사 리우에서 우승을 차지하며, 뒤늦게 그들의 100주년을 자축하였고, 코파 데 오로에서 우승하며 오랜만에 국제 대회 트로피를 들어올리기도 하였다.
1999년 이드문두 두스 산투스 시우바가 새로운 회장으로 선출되었으며, 스위스의 스포츠마케팅 회사인 ISL과 거액의 스폰서십 계약을 체결하였다. 당해에 코파 메르코수르에서 우승컵을 들어올렸으며, 캄페오나투 카리오카에서 우승하고, 이후 2001년까지 3년 연속 우승에도 또 다시 성공하였다. 2001년에는 코파 두스 캄페옹이스에서 우승을 차지하면서도, 전국 리그에서 불안한 경기력을 보이며 강등의 위기까지 내몰렸으나, 마지막에 SE 파우메이라스를 상대로 승리를 거두며 세리이 B로의 강등을 면하였다.
그런데 2002년 ISL이 파산하면서, CR 플라멩구는 거액의 파트너를 잃게되었다. 이 후 이미 늘어난 지출 수준을 감당하기 어려워지면서 이드문두 두스 산투스 시우바 회장이 회장직에서 물러났다. 그러나 허리띠를 졸라매기 시작한 플라멩구는 더 이상 큰 규모의 선수 계약을 이행하기 어려워졌고, 우승 트로피와도 점점 멀어지기 시작하였다. 2004년 라이벌 CR 바스쿠 다 가마를 꺾고 캄페오나투 카리오카에서 우승을 차지하기도 하였으나, 2005년 구단은 역대 최악의 시기를 보내게 되었다. 캄페오나투 브라질레이루 세리이 A 2005 시즌에는 또 다시 강등 위기를 맛보았고, 조에우 산타나 감독 아래 막판에 겨우 강등 위기에서 탈출할 수 있었다.

### 새로운 도약: 2006~2013

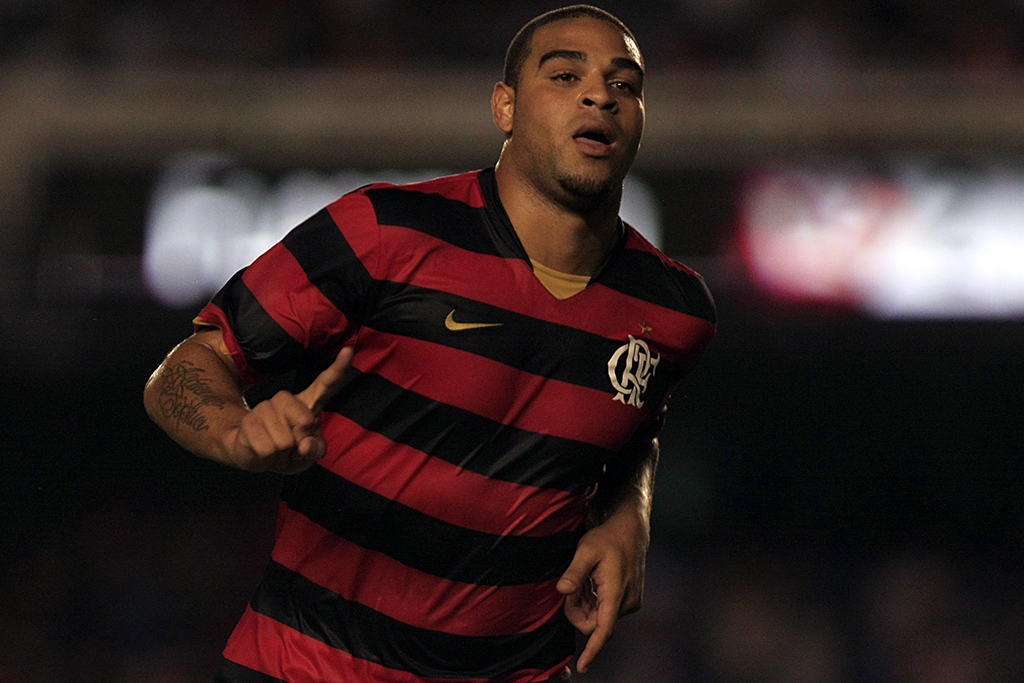
2009년 19골을 넣은 아드리아누.

캄페오나투 브라질레이루 세리이 A 2007 시즌 플라멩구는 수 많은 승리를 거두며, 하위권에서 탈출하여 2위에 올라서기도 하였으며, 마지막에는 3위로 시즌을 마감하였다. 2008년에는 캄페오나투 카리오카에서 우승을 차지하였으며, 2009년에는 세리이 A에서 우승을 차지하며 구단의 여섯 번째 전국 리그 트로피를 들어올렸다.

## 라이벌

### 클라시쿠 두스 밀룡이스
백만의 더비라는 뜻을 가진 클라시쿠 두스 밀룡이스(포르투갈어: Clássico dos Milhões)는 리우데자네이루를 대표하는 CR 플라멩구와 CR 바스쿠 다 가마 간의 더비 경기를 칭한다. 두 구단은 리우데자네이루에서 가장 인기가 많으며, 1920년대부터 리우데자네이루의 상징적인 더비 매치로 꼽히고 있다.

### 플라플루
플라플루는 CR 플라멩구와 플루미넨시 FC 간의 라이벌 경기를 칭하며, CR 플라멩구의 축구팀이 플루미넨시 FC에 반발심을 가지고 나온 축구 선수들로 인해 만들어진 것이 시발점이 되어 오늘날까지 이어져 오고 있다.

### 플라멩구-아틀레치쿠
CR 플라멩구는 미나스제라이스주의 아틀레치쿠 미네이루와도 라이벌 관계를 가지고 있으며, 이는 1980년대에 전국 리그와 코파 리베르타도레스의 주요 길목에서 맞닥뜨렸던 두 구단의 운명과 관계가 있다.

## 선수 명단

### 현역
2023년 11월 11일 기준

참고: FIFA 자격 규정에 따라 소속된 국가대표팀 국기를 표시합니다. 선수는 복수의 FIFA 비회원국 국적을 가지고 있을 수 있습니다.
| 번호 | 포지션 | 국적 | 이름                               |
| ---- | ------ | ---- | ---------------------------------- |
| 2    | DF     |      | 호지네이                           |
| 4    | DF     |      | 주앙                               |
| 5    | MF     |      | 윌리앙 아랑                        |
| 6    | DF     |      | 헤네 호드리게스 마르친스           |
| 7    | FW     |      | 이베르통 히베이루                  |
| 8    | MF     |      | 마르시우 아라우주                  |
| 11   | MF     |      | 페데리코 마누쿠에요                |
| 13   | DF     | 페루 | 미겔 트라우코                      |
| 15   | DF     |      | 헤베르 (인테르나시오나우에서 임대) |
| 16   | DF     |      | 필리피 루이스                      |
| 17   | FW     |      | 가브리에우 산타나 핀투             |
| 21   | DF     |      | 파라                               |

| 번호 | 포지션 | 국적     | 이름                                            |
| ---- | ------ | -------- | ----------------------------------------------- |
| 23   | FW     |          | 제우바니우 산투스 시우바 (톈진 취안젠에서 임대) |
| 26   | MF     | 콜롬비아 | 구스타보 케야르                                 |
| 28   | FW     | 콜롬비아 | 오를란도 베리오                                 |
| 29   | FW     |          | 링콩 코헤아 두스 산투스                         |
| 30   | GK     |          | 치아구 호드리게스 시우바                        |
| 33   | DF     |          | 하파에우 바즈                                   |
| 38   | GK     |          | 알레스 무랄랴                                   |
| 42   | MF     |          | 마테우스 사비우                                 |
| 43   | DF     |          | 레오 두아르치                                   |
| 45   | GK     |          | 가브리에우 바치스타                             |
| 47   | FW     |          | 펠리피 비제우                                   |
| 49   | GK     |          | 세자르 베르나르두 두트라                        |

- 니콜라스 데 라 크루스(2024 ~ )

## 역대 감독
| 감독                            | 임기        |
| ------------------------------- | ----------- |
| 마리우 자갈루                   | 1972 ~ 1974 |
| 마리우 자갈루                   | 1984 ~ 1985 |
| 세바스치앙 라자로니             | 1984 ~ 1986 |
| 마리우 자갈루                   | 2000 ~ 2001 |
| 네우시뉴 바프치스타             | 2003        |
| 오즈와우두 지 올리베이라        | 2003        |
| 와우데마르 레무스 지 올리베이라 | 2003        |
| 히카르두 고메스                 | 2004        |
| 와우데마르 레무스 지 올리베이라 | 2006        |
| 조르지뉴                        | 2013        |
| 오즈와우두 지 올리베이라        | 2015        |
| 조르즈 제주스                   | 2019 ~ 2020 |
| 파울루 소자                     | 2021 ~ 2022 |
| 호르헤 삼파올리                 | 2023        |
| 치치                            | 2023 ~ 2024 |

## 우승 기록

#### 국제 대회
- 클럽 월드컵
  - 우승 (1회) : 1981
  - 준우승 (1회) : 2019
- 코파 리베르타도레스
  - 우승 (3회) : 1981, 2019, 2022
  - 준우승 (1회) : 2021
- 코파 수다메리카나
  - 준우승 (1회) : 2017
- 레코파 수다메리카나
  - 우승 (1회): 2020
- 수페르코파 수다메리카나
  - 준우승 (2회) : 1993, 1995
- 코파 메르코수르
  - 우승 (1회) : 1999
  - 준우승 (1회) : 2001
- 코파 데 오로
  - 우승 (1회) : 1996

#### 전국 대회
- 캄페오나투 브라질레이루 세리이 A
  - 우승 (7회) : 1980, 1982, 1983, 1992, 2009, 2019, 2020
  - 준우승 (3회) : 1964, 2018, 2021
- 코파 우니앙
  - 우승 (1회) : 1987
- 코파 두 브라질
  - 우승 (4회) : 1990, 2006, 2013, 2022
  - 준우승 (4회) : 1997, 2003, 2004, 2017

#### 주 대회
- 캄페오나투 카리오카
  - 우승 (37회) : 1914, 1915, 1920, 1921, 1925, 1927, 1939, 1942, 1943, 1944, 1953, 1954, 1955, 1963, 1965, 1972, 1974, 1978, 1979 (C), 1979 (S), 1981, 1986, 1991, 1996, 1999, 2000, 2001, 2004, 2007, 2008, 2009, 2011, 2014, 2017, 2019, 2020, 2021
  - 준우승 (32회): 1912, 1919, 1922, 1923, 1924, 1932, 1936, 1937, 1938, 1940, 1941, 1952, 1958, 1961, 1962, 1966, 1969, 1973, 1977, 1982, 1983, 1984, 1987, 1988, 1989, 1992, 1994, 1995, 1998, 2010, 2013, 2022

- 토르네이우 리우-상파울루
  - 우승 (1회) : 1961
  - 준우승 (2회) : 1958, 1997

- 타사 과나바라
  - 우승 (20회) : 1970, 1972, 1973, 1978, 1979, 1980, 1981, 1982, 1984, 1988, 1989, 1995, 1996, 1999, 2001, 2004, 2007, 2008, 2011, 2014
  - 준우승 (11회) : 1966, 1968, 1976, 1977, 1986, 1991, 1992, 1998, 2003, 2015, 2017

- 타사 리우
  - 우승 (8회) : 1983, 1985, 1986, 1991, 1996, 2000, 2009, 2011
  - 준우승 (7회) : 1992, 1993, 1997, 1999, 2001, 2005, 2010

## 관중 기록

### 평균 관중 기록
친선 경기를 포함한 CR 플라멩구의 홈 경기장 이스타지우 두 마라카낭과 일랴 두 우루부에서의 평균 관중 기록이다.
| 연도 | 평균 관중 | 연도 | 평균 관중 | 연도 | 평균 관중 | 연도 | 평균 관중 | 연도 | 평균 관중 | 연도 | 평균 관중 |
| 1961 | *         | 1971 | 35,130    | 1981 | 45,145    | 1991 | 35,541    | 2001 | *         | 2011 | 19,5464   |
| 1962 | 46,427    | 1972 | 46,408    | 1982 | 57,156    | 1992 | 53,958    | 2002 | *         | 2012 | 13,9564   |
| 1963 | 54,475    | 1973 | 42,269    | 1983 | 44,046    | 1993 | 19,198    | 2003 | *         | 2013 | 26,3504   |
| 1964 | 49,854    | 1974 | 37,931    | 1984 | 37,956    | 1994 | 28,290    | 2004 | 9,7071    | 2014 | 28,2214   |
| 1965 | 47,572    | 1975 | 40,758    | 1985 | 34,657    | 1995 | 42,335    | 2005 | 13,6572   | 2015 | 31,5024   |
| 1966 | 37,894    | 1976 | 54,015    | 1986 | 42,689    | 1996 | 42,153    | 2006 | 15,711    | 2016 | 25,4624   |
| 1967 | 33,931    | 1977 | 45,584    | 1987 | 44,715    | 1997 | 26,465    | 2007 | 42,015    | 2017 | 16,569    |
| 1968 | 54,676    | 1978 | 38,226    | 1988 | 28,547    | 1998 | 18,127    | 2008 | 43,736    | 2018 |           |
| 1969 | 61,157    | 1979 | 54,606    | 1989 | 28,898    | 1999 | 37,141    | 2009 | 40,0744   | 2019 |           |
| 1970 | 47,980    | 1980 | 54,268    | 1990 | 33,617    | 2000 | 29,329    | 2010 | 18,94534  | 2020 |           |

(*) 자료 없음.

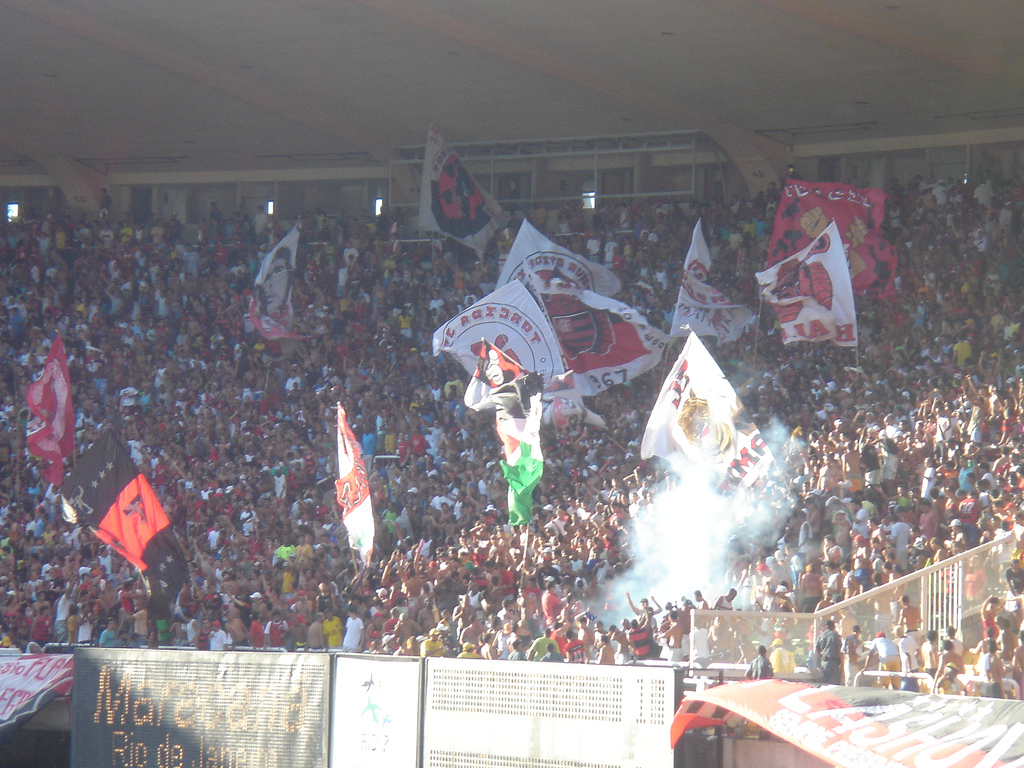
플라멩구의 서포터들

- 1 2004년 CR 플라멩구는 이스타지우 라울리누 지 올리베이라를 홈 구장으로 사용했다.
- 2 2005년 CR 플라멩구는 이스타지우 루수브라질레이루를 홈 구장으로 사용했다.
- 3 2010년 CR 플라멩구는 이스타지우 두 마라카낭, 이스타지우 라울리누 지 올리베이라, 이스타지우 올림피쿠 주앙 아벨랑지를 홈 구장으로 사용했다.
- 4 세리이 A에서의 평균 관중만을 집계하였다.